# Зіньків
Зінькі́в — місто в Полтавській області, адміністративний центр Зіньківської міської об'єднаної громади Полтавського району.
Місто займає територію 11,37 км², населення міста становить понад 9 тисяч осіб (2022).
Історичне населене місце.

## Географія
Місто Зіньків розташоване на березі річки Ташань, за 80 км від обласного центра — міста Полтави (автошляхи Н12 і Т 1706) і за 33 км від залізничної станції Гадяч. Вище за течією на відстані 1 км розташоване село Сиверинівка, нижче за течією притикає село Пеленківщина. Через місто проходить автомобільна дорога Т 1706.

## Історія

Стела на честь 400-ліття Зінькова (2004) у середмісті

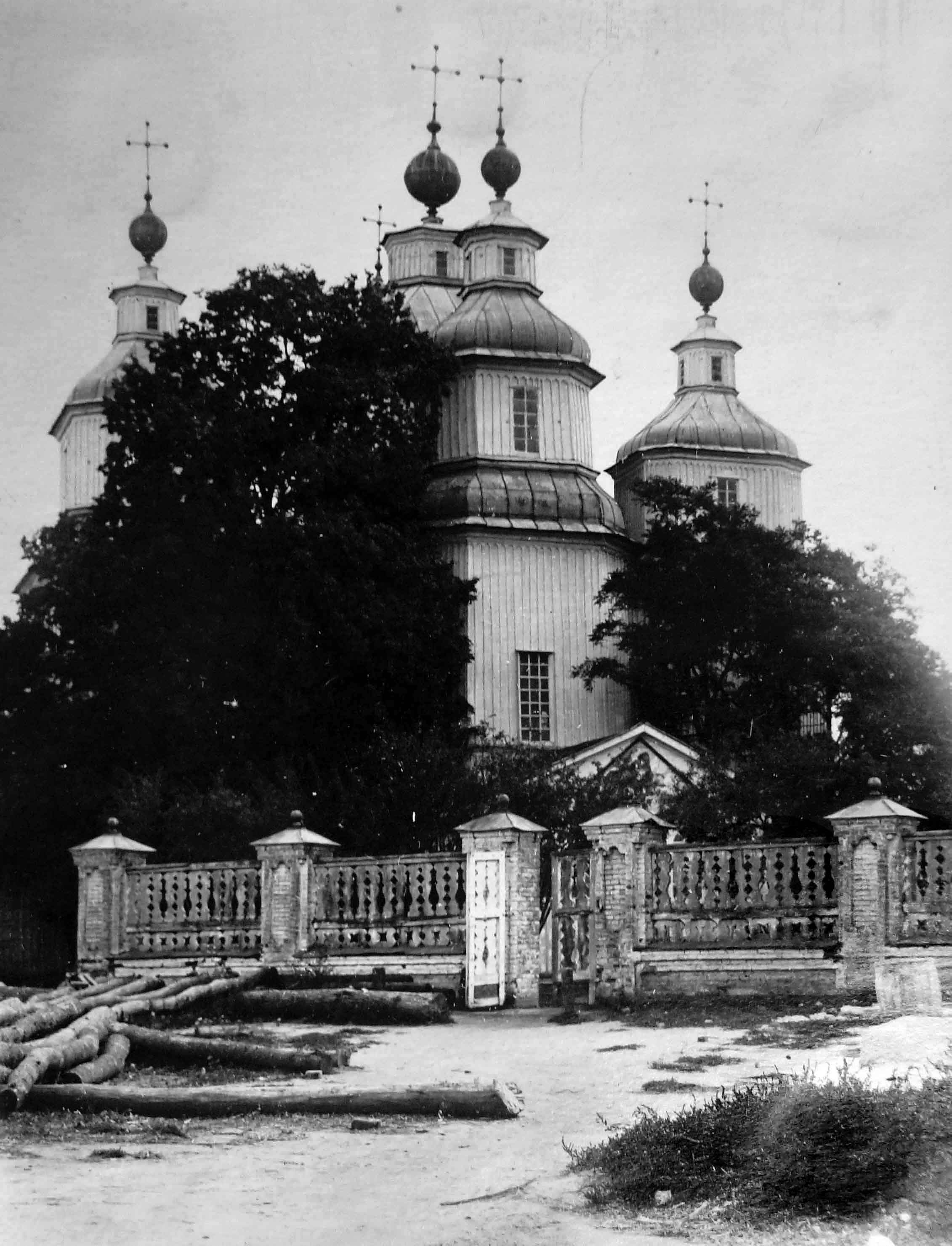
Церква арх. Михаїла у Зінькові в стилі козацького бароко. Не збереглась

Зіньків уперше згадано в 1604 році як фортецю, підлеглу Речі Посполитій.
Під час народного повстання 1648—1657 років під проводом Богдана Хмельницького належав до Полтавського полку як сотенне містечко.
У 1661 (1662) — 1671 (1672) роки — центр Зіньківського полку.
Від кінця XVII століття до скасування козацького устрою в 1782 році Зіньків перебував у складі Гадяцького полку.
1768 року жителі Зінькова брали активну участь у гайдамацькому русі.
1781 року, після ліквідації полкового устрою, Зіньків став повітовим містом Чернігівського намісництва. Дістав міське положення і право, герб і печатку.
У 1783 році в Зінькові проживало 7 212 жителів, зокрема 3 596 чоловіків і 3 616 жінок.
Від 1796 року Зіньків — у складі Малоросійської губернії, від 1802 року — Полтавської.
У першій половині XIX століття населення різко зросло. Якщо 1805 р. в місті проживало 6 707 жителів, то 1862 р. вже 9 810, зокрема 5 117 чоловіків і 4 693 жінок.
За даними на 1859 рік у місті мешкало 9 120 осіб (4 742 чоловічої статі та 4 378 — жіночої), налічувалося 1604 дворові господарства, існувало 9 православних церков, єврейська синагога, лікарня, повітове та парафіяльне училища, поштова станція, відбувалося 5 ярмарків на рік та базари.
Станом на 1891 рік населення Зінькова становило 9 377 жителів, з них 4 590 чоловіків і 4 787 жінок, 9,4 % євреїв. До 1897 року населення зросло до 10 443 осіб, причому національний склад був таким: 85,8 % українці, 12,1 % євреї, 1,8 % росіяни.
1912 року в Зінькові відкрили школу для хлопчиків, а 1915 року — для дівчаток.
Радянська окупація в Зінькові розпочалася в січні 1918 року. Чисельність жителів на той час становила 10 905 осіб.
1924 року організовано комуну «Іскра Леніна», яка в 1930 році об'єднувала 320 чоловік. Навесні 1931 року було здійснено примусову колективізацію 12 сільськогосподарських артілей, до яких залучено 850 селянських господарств.
Зіньків — центр району в 1923—1930 та з 1932 року. Від 1932 року в складі району належав до Харківської області, від 1937 — Полтавської.
Жертвами голодомору 1932—1933 років стало 204 особи.
Під час німецької окупації в ході Німецько-радянської війни Другої світової війни з 9 жовтня 1941 року до 6 вересня 1943 року в місті діяла партизанська група у складі 13 чоловік.
Станом на 1991 рік на території Зіньківської міської ради діють 2 колгоспи, які спеціалізуються на виробництві свинини та вирощуванні молодої великої рогатої худоби. Функціонує міжгосподарські комбікормовий і консервний заводи, райсільгоспхімія, філіал Полтавського електромеханічного заводу, комбінат побутового та комунального обслуговування, райспоживспілки.
Під час європейської революції 2014 року наприкінці лютого демонтовано пам'ятник Леніну в Зінькові (демонтовано 24 лютого).

## Населення

### Національний склад
Розподіл населення за національністю за даними перепису 2001 року:
| Національність  | Відсоток |
| --------------- | -------- |
| українці        | 96.28%   |
| росіяни         | 2.93%    |
| білоруси        | 0.34%    |
| вірмени         | 0.19%    |
| інші/не вказали | 0.26%    |

### Мова
Розподіл населення за рідною мовою за даними перепису 2001 року:
| Мова            | Кількість | Відсоток |
| --------------- | --------- | -------- |
| українська      | 10064     | 96.83%   |
| російська       | 300       | 2.89%    |
| вірменська      | 12        | 0.11%    |
| білоруська      | 11        | 0.11%    |
| інші/не вказали | 6         | 0.06%    |
| Усього          | 10393     | 100%     |

## Економіка: промисловість і транспорт
З огляду на те ще, Зіньківщина — аграрний регіон, промисловість і решта підприємств райцентру переважно пов'язані саме з сільським господарством; також тут розташовані енергетичні підприємства, що зумовлено тим, що в районі знаходяться Солохівське та частково Більське й Опішнянське нафтогазоконденсатні родовища.
Основні промислові, переробні та інші підприємства Зінькова:
- Зіньківський цегельний завод;
- Зіньківський комбікормовий завод;
- Зіньківська філія ВАТ «Полтаваобленерго»;
- Зіньківське управління з експлуатації газового господарства ВАТ «Полтавагаз»

Зіньківська автостанція

У Зінькові розташований Центр електрозв'язку № 1 Полтавської дирекції ВАТ «Укртелеком».
Місто має автобусне сполучення (діє автостанція) з такими містами, як Київ, Харків, Полтава, Суми, Кременчук.

## Соціальна сфера: медицина, освіта і культура
Головний медичний заклад міста й району — Зіньківська Центральна районна лікарня[недоступне посилання з липня 2019]
Школи Зінькова:
- Зіньківська спеціалізована школа І—ІІІ ступенів № 1 (вул. Соборності, 62);
- Зіньківський ліцей імені М. Зерова (вул. Воздвиженська, 20);
- Зіньківська спеціалізована школа І—ІІ ступенів № 3 (вул. Г. Северина, 1).

Професійно-технічну освіту в Зінькові надають:
- Зіньківський професійний аграрний ліцей[11] (вул. Погрібняка, 52);
- Державне професійно-технічне училище № 25 (вул. Воздвиженська, 82).

Дитяча музична школа

Позашкільними навчальними й культурними закладами міста є:
- Зіньківська станція юних техніків (вул. Погрібняка, 24)
- Комунальний заклад Зіньківська спеціалізована дитячо-юнацька школа олімпійського резерву (вул. Воздвиженська, 22);
- Будинок дитячої та юнацької творчості (вул. Першотравнева, 30);
- Зіньківська дитяча музична школа.

Також працює Зіньківський дитячий будинок інтернат (вул. Соборності, 91).
Головним закладом культури Зінькова й району є районний будинок культури.
Значний час (від 1967 року) осередком збереження й популяризації історії міста й Зіньківщини є Зіньківський районний народний історичний музей (вул. Воздвиженська, 42). Має 18 розділів та налічує близько 4000 експонатів, що відтворюють історію району від найдавніших часів до сьогодення. Містить речі з археологічних розкопок городища VIII—XIII століття в селі Глинському, фотографії, документи, особисті речі земляків — учасників Другої світової війни. Матеріали розповідають про відомих земляків, діячів науки, літератури, життя та діяльність яких пов'язані з краєм.
Культурні потреби городян у книжках забезпечують декілька бібліотек, зокрема районна.
Друковані ЗМІ в місті й районі представлені газетою Зіньківської районної ради та районної державної адміністрації «Голос Зіньківщини».
Територіальний центр соціального обслуговування (надання соціальних послуг) Зіньківського району надає соціальні послуги (медичні, соціально-економічні, соціально-побутові, інформаційні) пенсіонерам і людям з інвалідністю району за адресою м. Зіньків, вул. Дроздівська, 117 та 125.

## Архітектура

У цьому старому будинку був кінотеатр

У середмісті Зінькова, зокрема на центральній Воздвиженській вулиці збереглася низка цікавих в архітектурному плані громадських і житлових споруд кінця XIX — початку ХХ століття, зокрема, з елементами модерну, найцікавішою з яких справедливо вважається будинок Воздвиженка (1897).
У радянський час у місті збудовано типові громадські будівлі — будинок місцевої влади (нині райдержадміністрації), споруду районного будинку культури, центр зв'язку, автостанцію тощо.
За незалежності України (1991) серед новобудов Зінькова — церква Різдва Христового.
З міської скульптури Зінькова — установлені за СРСР пам'ятник В. І. Леніну (1978, скульптор О. Олійник, архітектори В. і Г. Клейн, демонтований 2014 року), пам'ятний знак на честь радянських воїнів-визволителів (1971), могила Героя Радянського Союзу М. К. Саранчі (1961), могила й пам'ятник Саші Саранчі (1982); за незалежності України — пам'ятна стела на честь 400-річчя Зінькова (2004).

## Відомі люди
Відомі уродженці
- Олександр Баленко (1913–1966) — Герой Радянського Союзу, льотчик
- Яків Бекман (1836–1869) — український революційний діяч
- Григорій Бутович (~1718-1790-і) - полковий суддя Новослобідського козацького полку (1754-1764), засновник сіл Сугоклія (Тимофіївка) [нині Миколаївка] та Лозуватка (Бутовича) [нині Гаївка] Кропивницького району
- Михайло Геращенко (* 1946) — український бібліотекознавець
- Олександр Дуда (* 1959) — український інфекціоніст
- Петро Зеленський (1891—1977) — учасник Громадянської та Радянсько-німецької воєн, ад'ютант Семена Будьонного
- брати Зерови:
  - Дмитро Зеров (1895 — 1971) — український ботанік, академік АН УРСР (1948)
  - Костянтин Зеров (1899–1979) — український гідробіолог, частково геоботанік
  - Микола Зеров (1890 — 1937) — український літературознавець, поет, перекладач
  - Михайло Зеров (1901 — 1963) — український поет, перекладач, відомий під псевдонімом Михайло Орест
- Анастасія Ігнатенко (1914—2010) — Заслужений учитель України
- Іван Іщенко — козак 4-ї гарматної бригади 4-ї Київської дивізії Армії УНР, Герой Другого Зимового походу
- Сергій Катькало (1924—1998) — російський правник, проректор Ленінградського державного університету. Ветеран німецько-радянської війни
- Петро Клунний (псевдо Зеньковский летописец (?); 1874—1953) — педагог, поет, публіцист
- Віталій Кузьменко — рядовий МВС України, учасник російсько-української війни
- Григорій Маслівець (1898–після 1964) — український військовий діяч, сотник Армії УНР, підполковник на еміграції
- Іван Матвієвський (1986—2014) — солдат, військовослужбовець 9-ї артилерійської батареї 27-го Сумського реактивного артилерійського полку. Загинув під час обстрілу в зоні АТО
- Міщенко Сергій Олексійович (1974—2022) — український підприємець та військовик, учасник російсько-української війни]], Герой України (посмертно)
- Володимир Мосієнко (1934—2017) — доктор медичних наук, видатний онколог. Під його керівництвом та за безпосередньої участі створений імуномодулятор Бластомуніл (бластен)
- Дмитро Нитченко (1905–1999) — український літературознавець, письменник, мемуарист, редактор, літературний дослідник, педагог, громадський діяч української еміграції в Австралії
- Іван Посяда (1823–1894) — український громадський діяч, педагог, член Кирило-Мефодіївського Братства (з 1846)
- Олена Путря — українська гандболістка, майстер спорту України (1995). Гравчиня національної збірної України, дворазова чемпіонка України, неодноразова учасниця єврокубків.
- Руденко Григорій Матвійович (1925) — український розвідник та дипломат,
- Микола Рясков (1985—2015) — солдат Збройних сил України, учасник російсько-української війни,
- Михайло Тарханов (Тархан) — український та російський графік і дизайнер,
- Григорій Тимченко (бл. 1750—1793) — український лікар-акушер, професор, доктор медицини,
- Федір Федоренко — Герой Соціалістичної Праці,
- Борис Цибульський (1911—1963) — український письменник,
- Олександр Цюпак — голова виконкомів Старобільської, Прилуцької та Куп'янської окружних рад, заступник голови виконкому Луганської окружної ради, секретар Одеського обласного виконавчого комітету, зінов'євський та вінницький міський голова, голова виконкому Тульчинської районної ради.
- Іван Шередега — радянський військовий та державний діяч.

Відомі мешканці
- Порфирій Батюк — український композитор.
- Микола Родько — український радянський вчений-літературознавець.

У Зінькові поховані
- Матвієвський Іван Володимирович — солдат Збройних сил України, учасник російсько-української війни.

## Галерея

Центральна площа міста
Будинок райдержадміністрації
Старий будинок у середмісті
Будинок «Воздвиженка»
Христо-Різдвяна церква (новобудова)
Районний будинок культури
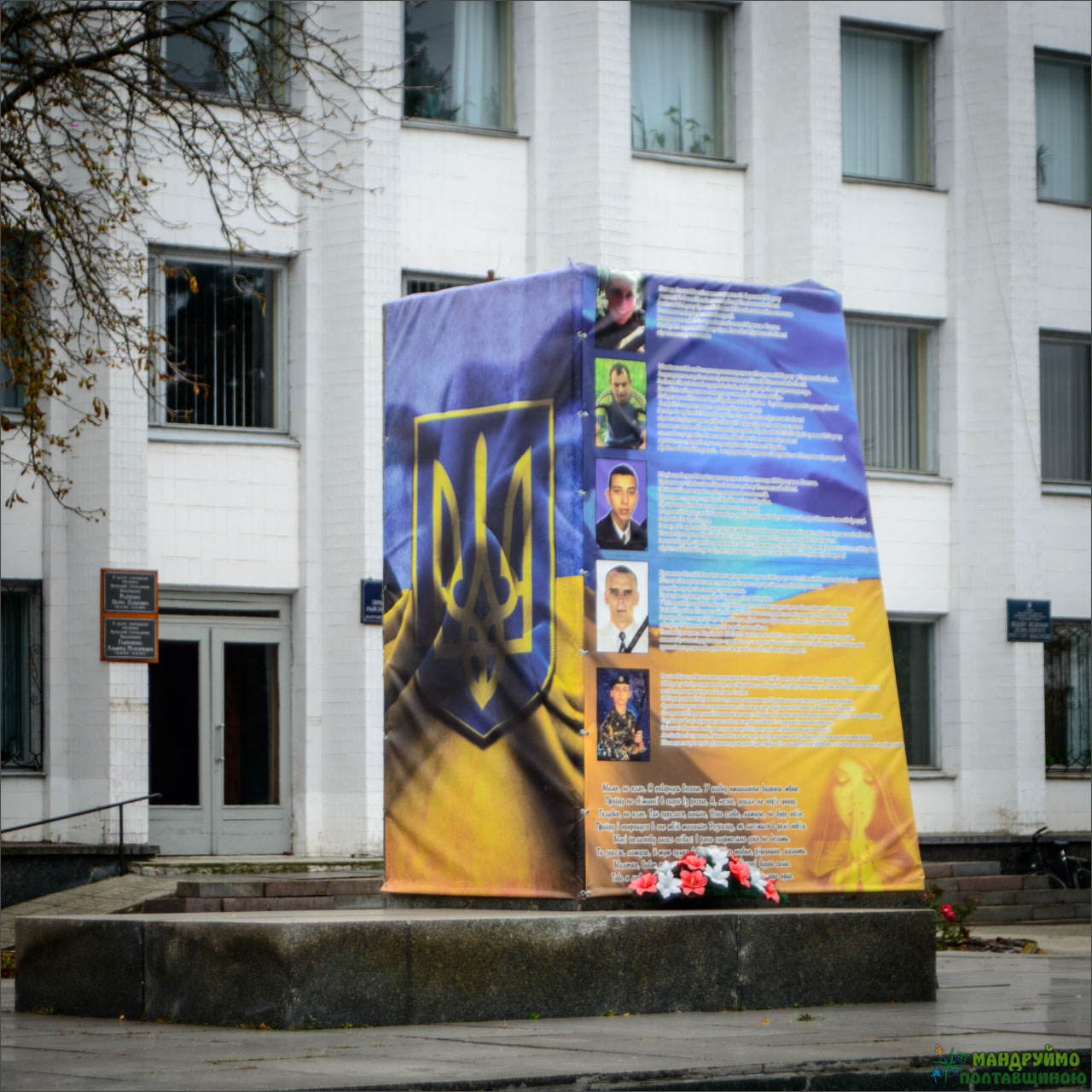
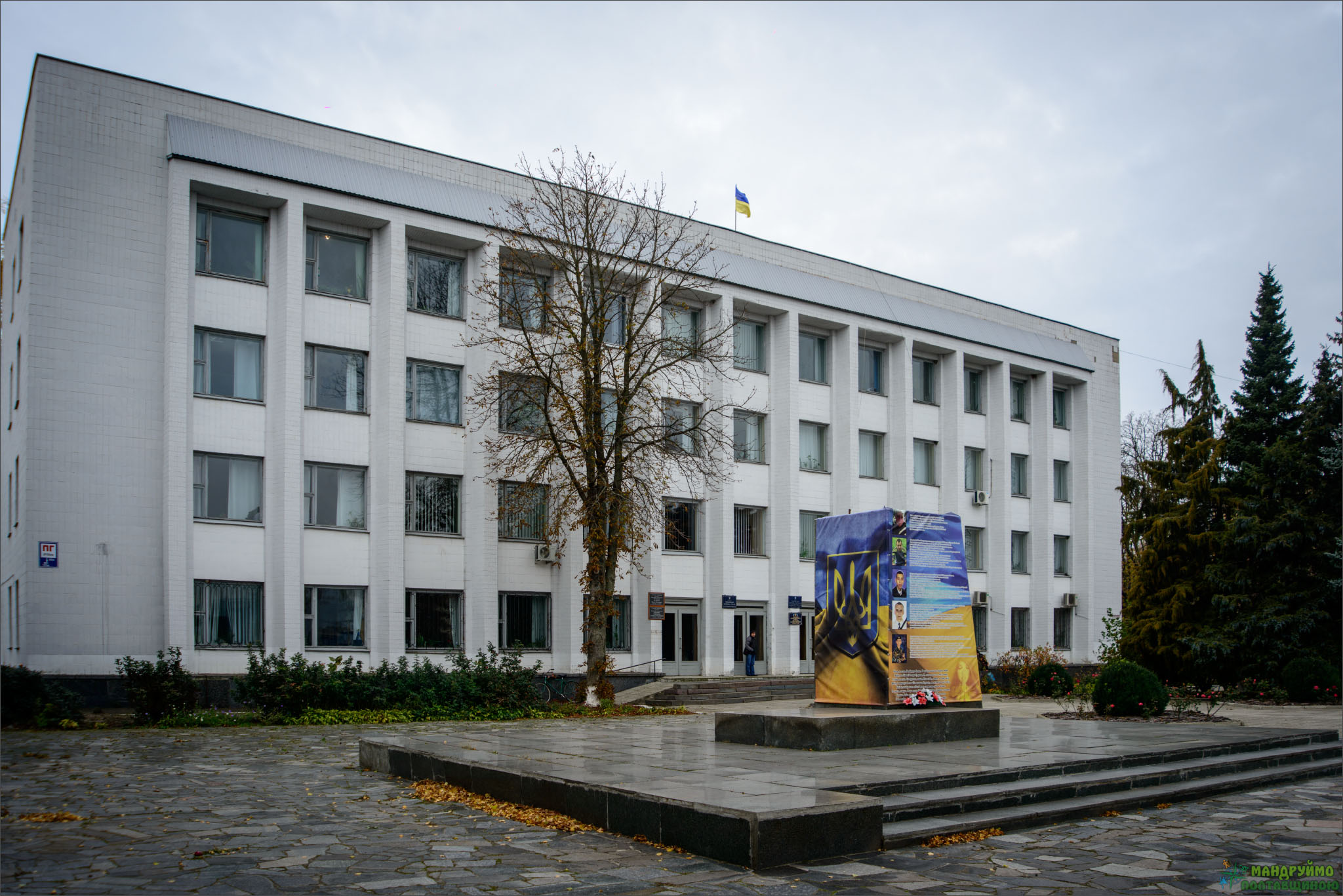